# Tottenham Court Road
Pour la station de métro, voir Tottenham Court Road (métro de Londres).
Tottenham Court Road est une avenue de la ville de Londres.

## Situation et accès
Elle relie St Giles' Circus à Euston Road et est à la limite de la Cité de Westminster et du district de Camden. La rue est à sens unique. Le sud de la rue se trouve tout près du British Museum et de Centre Point.
Tottenham Court Road est une rue très commerçante et compte notamment beaucoup de boutiques spécialisées en électronique ainsi que des magasins de meubles tels que Habitat ou Heals.
Ce site est desservi par les stations de métro Goodge Street, Tottenham Court Road et Warren Street.

## Origine du nom
La rue tire son nom de la route menant au manoir du domaine de Tottenham Court.
Le manoir se trouvait juste au nord de la jonction avec Euston Road et les terres du domaine s'étendaient vers le nord et l'ouest, dans la paroisse de St Pancras.

## Historique
L'inondation de bière de Londres a lieu le 17 octobre 1814 dans la paroisse de St. Giles à la Horse Shoe Brewery sur Tottenham Court Road, : une grande cuve de bière contenant plus de 610 000 litres de bière rompt entraînant par un effet domino les autres cuves qui finissent aussi par rompre. Au total, ce sont plus de 1 470 000 litres de bière qui se déversent dans les rues. La vague de bière détruit deux maisons et démolit un mur du Tavistock Arms Pub, piégeant la jeune employée Eleanor Cooper sous les décombres.

## Bâtiments remarquables et lieux de mémoire
Le Dominion Theatre est un théâtre qui a notamment accueilli la comédie musicale We Will Rock You de 2002 à 2014 et The Bodyguard de 2016 à 2017.
Dans le tome 7 de Harry Potter, c'est à cet endroit que les trois protagonistes "transplanent" afin d'échapper aux Mangemorts.